# Does This Look Infected Too?
Does This Look Infected Too? és un EP en directe per Sum 41. Va ser gravat en directe el 27 de gener del 2003 a Brussel·les (Bèlgica).

## Llista de pistes
1. "Mr. Amsterdam (Directe)" – 3:53
2. "Over My Head (Better Off Dead) (Directe)" – 2:56
3. "No Brains (Directe)" – 4:05
4. "The Hell Song (Directe)" – 3:07
5. "Still Waiting (Directe)" – 3:16

## Gran Bonus DVD
L'EP també va incloure un Bonus DVD. En aquest hi havia el de "Still Waiting", "The Hell Song" i "Handle This", el "making of" (com es va fer) del vídeo "Still Waiting" i una gravació de 8 minuts sobre la banda al Japó al llarg dels darrers 3 anys.

## Personal
- Deryck Whibley - guitarra, veu principal
- Dave Baksh - guitarra solista, segones veus
- Cone McCaslin - baix
- Steve Jocz - bateria